# Схлуссер, Майк
Майк Схлуссер (нидерл. Mike Schloesser; родился 15 января 1994 года в Херлене, Нидерланды) — лучник из Нидерландов, специализируйся на соревнованиях в блочном луке. Он — чемпион мира, двукратный чемпион мира среди молодёжи, победитель финала Кубка мира по стрельбе из лука. Он также принимал участие на национальных соревнованиях в одиночном и командном разрядах.

## Биография
Майк Схлуссер родился 15 января 1994 года.
Женат на мексиканской лучнице Габриэле Баярдо, которая за несколько лет до свадьбы стала выступать за Нидерланды, а затем взяла фамилию Схлуссер.

## Карьера
Начал заниматься стрельбой из лука в 2000, его дебют на международном уровне состоялся в 2008. Тренируется с 2013 года под руководством Эмиля Кустерса в Хунсбруке. В 2013 году стал чемпионом мира в турецком Белеке. Шлуссер стал победителем финала Кубка мира в Москве (2019).